# 劉涛
劉 涛（リウ・タオ、1978年7月12日- 、身長168cm ）は中華人民共和国の女優。
代表作に、テレビドラマ『天龍八部』 『白蛇伝』『老有所依』『ミーユエ 王朝を照らす月』などがある。

## 来歴
中国江西省南昌市に出生。15歳から3年間、南京軍区集団軍文工団に文芸兵として在籍。除隊後の1998年、広州外語外貿大学に入学し法律学を学ぶ。
2000年、飲料水の広告とテレビドラマ『外来媳婦本地郎』に出演し芸能界入り。若手女優として、テレビの世界でキャリアを積む。
2003年の大ヒット作『天龍八部』で主人公蕭峯の恋人・阿朱役を演じる。“理想の恋人”“妻にしたい女性”像として人気を呼ぶ。以後、『白蛇伝』を始め数々の時代劇ドラマで活躍した。
2008年1月、一般人男性との結婚を機に芸能界引退を発表し、同年6月に長女を出産したが、2010年より芸能活動を再開した。

## 出演作品
作品名、製作年、配役名の順に記す。

### テレビドラマ
- 外来媳婦本地郎 （2000年） 胡幸子
- 九記飯館 （2000年） 楚楚
- 大欽差之皇城神鷹 （2001年） 飛雪格格
- 信是有縁 （2001年） 秀秀
- 台湾海峡 （2001年） 陳思思
- 紅与黒2000 （2001年） 向小小
- 歓楽青春 （2001年） 白麗
- 還珠格格3 （2002年） 慕沙
- 天龍八部 （2003年） 阿朱
- 末代皇妃〜紫禁城の落日〜 （2003年） 斉如玉
- 永楽英雄伝 （2003年） 蛮公主
- 原来就是你 （2004年） 杜慕雪、錦児
- 白蛇伝 （2004年） 白素貞
- 問君能有幾多愁 （2004年） 花蕊夫人
- 遍地英雄 （2005年） 周菊
- 桜桃正紅 （2005年） 孟星
- 巴黎恋歌 （2005年） 余悦
- 夜光神杯 （2005年） 秀秀
- 大理公主 （2005年） 阿細
- 魔剣生死棋 （2006年） 劉依依
- 寒夜 （2006年） 曾樹生
- 流星剣侠伝 大人物 （2006年） 公子翌
- 封神演義 （2006年） 嫦娥
- 女人花 （2007年） 黄梅児
- 戴著面具跳舞 （2007年） 韓思蕊
- 宝蓮灯前伝 （2007年） 瑶姫
- 傾城の皇妃 〜乱世を駆ける愛と野望〜(2011年)　リウ・ジンルオ（温静若） ※友情出演
- 今宵天使が舞い降りる （2013年）
- 琅琊榜 〜麒麟の才子、風雲起こす〜 （2015年） 穆霓凰
- ミーユエ 王朝を照らす月 （2015年） 羋姝
- 三国志〜司馬懿 軍師連盟〜 （2017年） 張春華
- 大宋宮詞 〜愛と策謀の宮廷絵巻〜 （2020年）
- 愛のかたち〜Love is true〜 （2021年）

### 映画
- 阿宝的故事 （2006年、日本未公開） 劉嘉
- ピースブレーカー （2017年）
- ザ・フォーリナー/復讐者 （2017年） ケイ・ラム
- 西遊記 女人国の戦い（2018年） 観音菩薩
- 愛しの母国（2020年）